# Laurenţiu Roșu
Laurentiu Roșu (Jászvásár, 1975. október 26. –) román labdarúgó.

## Pályafutása
A labdarúgással a helyi Politechnica csapatában ismerkedett meg. Alacsony növésű, de roppant gyors játékos.
Mint a többi román tehetség, rövidesen Roșu is a fővárosba költözött, a bukaresti nagyok közül a Steaua szerezte meg a 18 éves fiatalt. A román sztárklubban az 1993 - 1994-es idényben mutatkozott be, amikor négyszer szerepelhetett az első csapatban.
Az utánpótlás-válogatott (összesen 23 mérkőzést játszott a korosztályos nemzeti tizenegyben és hét gólt szerzett) oszlopos tagjának számító Roșu a következő idényben már a Steauában is kezdő volt, 31 mérkőzésen hat találatot ért el.
Három jól sikerült szezon után az 1997 - 1998-asban sérülés miatt csupán 14 alkalommal lépett pályára, de esztendővel később már ismét a régi formáját hozta, 32 bajnokin 14 gólt szerzett. Időközben a nemzeti tizenegyben is szóhoz jutott, mi több, a 2000-es Európa-bajnokság után már 16 válogatottsággal büszkélkedhetett.
A torna után felcsapott idegenlégiósnak, a spanyol CD Numanciához szerződött, ahol érdemei elismerésével a tízes számú mezt kapta. Új klubjában első ízben a Real Madrid ellen kezdett, s ez olyannyira felvillanyozta, hogy alig 50 perc alatt mesterhármast rúgott.
A szezont végül nyolc góllal zárta, de ez sem mentette meg klubját a kieséstől, így innentől kezdve éveken keresztül a Segunda Divisiónban futballozott, és így a válogatottban is kevesebb lehetőséghez jutott - 2002 és 2005 között egyszer sem kapott meghívót.
Időközben a szintén másodosztályú Recreativo Huelvába igazolt, amellyel visszajutott a legjobbak közé, és ennek köszönhetően ismét figyelembe vették a válogatottnál, az Eb-selejtezőkön rendszeresen pályára lépett.